# هالووین (فیلم ۲۰۱۸)
هالووین (انگلیسی: Halloween) فیلمی در ژانر ترسناک و اسلشر به کارگردانی دیوید گوردون گرین است که از سوی یونیورسال استودیوز در ۱۹ اکتبر ۲۰۱۸ منتشر شد. از بازیگران آن می‌توان به جیمی لی کرتیس، جودی گریر، نیک کسل، عمر درسی و ویل پاتون اشاره کرد.

## داستان
لوری استرود برای آخرین بار با مایکل مایرز مواجه می‌شود. شخص نقابداری که چهل سال پیش در شب هالووین قصد مرگ لوری را داشته و از آن زمان به دنبال نابودی او بوده‌است.